# Trospium
Le trospium est un médicament de type antimuscarinique utilisé dans l'hyperactivité vésicale et vendu, entre autres, sous le nom de marque Sanctura.

## Usage médical
C'est un médicament utilisé pour traiter les symptômes de l'hyperactivité vésicale. Il est pris par voie orale. Les effets commencent dans les 7 jours.

## Effets secondaires
Les effets secondaires courants comprennent la bouche sèche, les douleurs abdominales et la constipation ; d'autres effets secondaires peuvent inclure la rétention urinaire, l'agitation et le choc anaphylactique,. La sécurité pendant la grossesse n'est pas claire. C'est un agent antimuscarinique avec des effets minimes sur le système nerveux central. Il agit en provoquant le relâchement du muscle lisse de la vessie.

## Histoire
Trospium a été breveté en 1966 et approuvé pour un usage médical en 1974. Il est disponible en tant que médicament générique. Au Royaume-Uni, un mois de médicaments coûte au NHS environ 6 livres sterling en 2021. Aux États-Unis, ce montant coûte environ 30 dollars américains.